# Sky Patrol
Pour plus de détails, voir Fiche technique et Distribution.
Sky Patrol est un film américain réalisé par Howard Bretherton et sorti en 1939.

## Synopsis
La Sky Patrol est une nouvelle branche de la réserve de l'armée de l'air américaine, dont la mission consiste à traquer et arrêter les contrebandiers et autres pirates de l'air qui agissent impunément le long de la frontière. 

## Fiche technique
- Réalisation : Howard Bretherton
- Scénario : Norton S. Parker,George Waggner d'après un comics de Hal Forrest
- Production Monogram Pictures
- Photographie : Fred Jackman Jr.
- Montage : Carl Pierson
- Durée : 60 minutes
- Genre : action et aventures[1]
- Date de sortie: 
  - États-Unis : 12 septembre 1939

## Distribution
- John Trent : Tailspin Tommy Tomkins (en)
- Marjorie Reynolds : Betty Lou Barnes
- Milburn Stone : Skeeter Milligan
- Jackie Coogan : Carter Meade
- Jason Robards Sr. : Paul Smith
- Bryant Washburn : Bainbridge
- Boyd Irwin : Colonel Meade
- LeRoy Mason : Mitch
- Hans Joby : Jackson
- John Daheim : Ryan
- Dickie Jones : Bobbie